# Сукандар, Ирине Харисма
Ирине Харисма Сукандар (индон. Irine Kharisma Sukandar; род. 7 апреля 1992, Джакарта) — индонезийская шахматистка, гроссмейстер среди женщин (2009), международный мастер среди мужчин (2014). Первая шахматистка Индонезии, которая стала женским гроссмейстером.

## Биография
Многократно представляла Индонезию на юношеских чемпионатах мира по шахматам среди девушек в разных возрастных группах, где лучший результат показала в  2005 году в Бельфоре, когда в возрастной группе U14 заняла четвертое место.
В 2005 году поделила третье место в международном женском турнире в Джакарте, а в 2007 году там же поделила второе место. В 2010 году поделила первое место в международном женском турнире в  Бандар-Сери-Бегаване. В 2012 году в Хошимине первенствовала в индивидуальном женском чемпионате Азии по шахматам, а в 2014 году в Шардже повторила этот успех. В 2015 году в Москве победила в турнире «G» шахматного фестиваля «Moscow-Open 2015». В ноябре 2021 года в Риге она заняла 24-е место на турнире «Большая женская швейцарка ФИДЕ».
Участвовала в женских чемпионатах мира по шахматам:
- В 2015 году в Сочи в первом туре проиграла Саломе Мелии[7];
- В 2017 году в Тегеране в первом туре проиграла Чжу Чэнь[8].

Представляла Индонезию на пяти шахматных олимпиадах (2004—2010, 2014), где завоевала индивидуальную золотую медаль (2004). В женском командном чемпионате Азии по шахматам участвовала в 2009 году. В женском командном турнире по шахматам Азиатских игр участвовала в 2006 году. В женском командном турнире по шахматам Азиатских игр в помещениях участвовала в 2007 году.

## Изменения рейтинга
| Графики недоступны из-за технических проблем. См. информацию на Фабрикаторе и на mediawiki.org. |